# Nova bjala reka
Nova bjala reka (bulgariska: Нова бяла река) är ett distrikt i Bulgarien.   Det ligger i kommunen Obsjtina Vărbitsa och regionen Sjumen, i den östra delen av landet, 280 km öster om huvudstaden Sofia.
I omgivningarna runt Nova bjala reka växer i huvudsak lövfällande lövskog. Runt Nova bjala reka är det ganska glesbefolkat, med 21 invånare per kvadratkilometer.